# Bioresonantie
Bioresonantietherapie (BRT) is een alternatieve geneeswijze die stelt dat elk orgaan een specifieke trillingsfrequentie van elektromagnetische aard heeft. Bij ziekte of onbalans in het lichaam zou die trilling verstoord zijn. Volgens de beoefenaars van bioresonantie kan deze verstoring met bioresonantie-apparaten worden vastgesteld. Afhankelijk van de richting van bioresonantie kan een verstoring hersteld worden met bioresonantie-apparatuur, bijvoorbeeld door specifieke trillingen toe te dienen die tegengesteld zijn aan de schadelijke trillingen. Soms wordt dit gedaan in combinatie met een al dan niet homeopathisch medicijn.
De verschillende bioresonantie-apparaten werken doorgaans met elektroden die de patiënt vasthoudt of die op specifieke punten op het lichaam worden gezet. Soms wordt de huidweerstand gemeten, soms trillingen.
Bioresonantie-therapeuten zeggen succes te behalen bij de behandeling van een breed scala aan aandoeningen, variërend van hoofdpijn, allergie, eczeem, littekens, tot gewrichtsklachten en spijsverteringsklachten, maar ook kanker, virusziekten en bacteriële infecties zoals de ziekte van Lyme worden genoemd.
Geen van de verschillende theorieën achter bioresonantie is wetenschappelijk onderbouwd en de effectiviteit van de methode wordt niet bewezen en evenmin plausibel geacht.

## Geschiedenis
Het is niet mogelijk alle varianten van bioresonantie-therapie te bespreken en elk jaar komt er nieuwe apparatuur op de markt. De werking van de gebruikte apparatuur verschilt en wordt niet altijd door de leverancier toegelicht. Wel kan een beeld geschetst worden van de meest invloedrijke historische ontwikkelingen, en de in het Nederlandse taalgebied meest gebruikte vormen.

### Radionica
De theorie achter radionica is dat bij een gezond persoon bepaalde energie-frequenties door het lichaam bewegen die gezond zijn. Bij een ongezond persoon komen volgens deze theorie andere, afwijkende energie-frequenties voor die horen bij bepaalde kwalen. Albert Abrams (1864–1924) uit de VS ontwikkelde een reeks radionische (radionics) machines om dit te diagnosticeren en om het te helen door de toediening van de juiste frequenties die de ziekelijke trillingen weer in balans brengen.
Een aantal apparaten van Abrams bevatten een elektrisch circuit waarmee de huidweerstand gemeten kan worden. De dynamizer bevatte iets waarmee volgens Abrams patiënten op afstand gediagnosticeerd konden worden, bijvoorbeeld een druppel bloed van de patiënt op een filterpapiertje. De miljarden elektronen in een druppel bloed vormen volgens deze zienswijze de neerslag van de vele vibraties in het hele lichaam. De dynamizer werd verbonden met de druppel bloed en het voorhoofd van een gezonde vrijwilliger. Bij deze gezonde vrijwilliger kon vervolgens de ziekte gediagnosticeerd worden, bijvoorbeeld door op de buik van de vrijwilliger te kloppen.
Naast bloed zouden ook haren of zelfs zoiets persoonlijks als een handtekening hiervoor in aanmerking komen.
Na de diagnose kon de behandelaar andere apparaten van Abrams zoals de oscilloclast inzetten om op afstand genezende vibraties naar de patiënt te zenden. Abrams noemde zijn methode "electronics" of "Radio Therapy" en het systeem ERA (Electronic Reactions of Abrams).

##### Kritiek op radionica
Critici vinden dat deze procedure meer lijkt op een vorm van mimetische magie in plaats van op een wetenschappelijk gefundeerde methode.
De oscilloclast van Abrams kreeg bekendheid als "the black box" (zwarte doos). Wie het leasede (Abrams werd miljonair door het leasen van zijn apparaten) mocht de doos niet openen, onderzoeken of onderhouden. Bij opening zou de gebruiker namelijk merken dat er niet veel meer in zat dan wat bedrading, zoemers en lampjes.
De theorie over energie-frequenties is niet gebaseerd op feiten of experimenten.
Door onderzoek in opdracht van Scientific American werd in 1924 bewezen dat radionica niet werkt.

### Electronic Radio Biola
Begin jaren twintig van de 20e eeuw raakte een aantal Bijbelonderzoekers (sinds 1931 Jehova's getuigen) onder de indruk van Abrams' ERA en met name van de oscilloclast. Een van hen, Dr. R. A. Gamble, ontwikkelde een eigen variant: de Electronic Radio Biola, die ziekelijke vibraties van alle chronische ziekten zou kunnen opslaan in vloeistoffen of andere media, die het probleem neutraliseerden als ze werden toegediend aan de patiënt. Met de Biola hoopte Dr. Gamble het probleem van verkeerde diagnoses en hoge medische kosten op te lossen.
Er verschenen enkele artikelen en advertenties over in het tijdschrift The Golden Age, uitgegeven door het Wachttorengenootschap. Eind 1925 verontschuldigde Clayton J. Woodworth, de hoofdredacteur van The Golden Age, zich voor de advertenties en verklaarde dat deze met de beste bedoelingen waren geplaatst en sinds 1950 heeft het Wachttorengenootschap in artikelen over medische behandelingen geen adviserende uitspraken meer gedaan, behalve wanneer deze direct of indirect verband houden met (de gevolgen van) het verbod op het accepteren van bloedtransfusie.

### Frequenties en acupunctuur
In het midden van de twintigste eeuw vond bioresonantie aansluiting bij Oosterse ideeën uit onder andere de acupunctuur dat er energiestromen in het lichaam zijn die door meridianen lopen, welke verstoord kunnen zijn door ziekten of gebreken.
In 1951 presenteerde de Japanse dokter dr. Yoshio Nakatani zijn theorie over meridianen. Hij mat een verlaagde weerstand in de huid bij de 361 klassieke Chinese acupunctuurpunten. Deze goed geleidende punten ('ryodoten') volgen meridianen die hij "ryodoraku" noemde (ryo = goed, do = elektrisch geleiden, raku = lijn). De punten kunnen met een Ryodoraku Neurometer gemeten worden aan de polsen en enkels. Bij een verschil tussen de linker - en rechterhelft van het lichaam kan het evenwicht volgens deze genezers met acupunctuurnaalden, waarop zwakstroom kan worden gezet, worden hersteld.

### Elektroacupunctuur volgens Voll

Elektrisch schema van elektroacupunctuur volgens Voll (EAV)

In tegenstelling tot Ryodoraku wordt er bij elektroacupunctuur volgens Voll geen gebruik gemaakt van naalden, maar afhankelijk van de leverancier van onder andere testpennen, elektroden op de vinger, handvatten en voetplaten.
Eind jaren veertig van de twintigste eeuw begon de Duitse arts en ingenieur dr. Reinhard Voll met het ontwikkelen van elektroacupunctuur volgens Voll (EAV), ook wel bekend als Vollse acupunctuur, en als Elektro-Dermale Screening (EDS). Voll noemt zijn apparaat om de elektroacupunctuurpunten mee te meten de Dermatron.
Elektroacupunctuur volgens Voll volgt het idee van de acupunctuur dat het lichaam is ingedeeld in meridianen, dat een energie-systeem in het lichaam uit balans kan raken, en dat problemen bij de acupunctuurpunten te meten zijn. Het begrip 'Zeigerabfall' staat centraal staat bij de EAV: bij de meting slaat de meter eerst uit en zakt dan terug. De uitslag, de mate van terugval en hoe snel dat gaat zijn voor de diagnose van belang. Voll ontdekte -volgens hem bij toeval- dat het opnemen van verdunde stoffen (zoals het gif Roundup) meetbare reacties opriep in de Zeigerabfall.

##### Kritiek op elektroacupunctuur volgens Voll
Uit nader onderzoek door M.A. Klein Breteler en anderen is gebleken dat EAV gewoon de huidweerstand meet. De huidweerstand hangt vooral af van het vocht dat zich in de opperhuid (epidermis) bevindt. Door allerlei oorzaken, zoals zweten, verandert de geleiding van de huid. Doordat de elektrode stevig (tot pijnlijk aan toe) wordt aangedrukt wordt er ook vocht uit de cellen in de ruimte tussen de cellen geperst, waardoor de geleiding groter wordt. Na enige tijd sijpelt het vocht tussen de cellen weg en neemt de weerstand weer toe: de Zeigerabfall. De behandelaar kan de meting dus bijsturen door de kracht waarmee hij de elektrode indrukt en de emotionele reactie van de patiënt te beïnvloeden. Bij de diagnose speelt dus net als zoeken met de wichelroede het ideomotorisch effect een rol, maar ook het geloof in dikwijls zeer zelfverzekerd vertelde theorieën en de dure en complex uitziende apparatuur.

### VEGAtest
Helmut Schimmel werkte dit idee als diagnostische methode verder uit. Rond 1968 kwamen VEGAtest apparaten op de markt. Onder de naam VEGAtest / Test Expert Plus en VEGAcheck / Check Medical Plus verkoopt de firma Wegamed Gmbh  meet- en behandelapparatuur die door zeer veel therapeuten worden gebruikt. De vegatest wordt ook met de term vegetatieve reflextest (VRT) aangeduid.
Volgens deze richting van de bioresonantie ligt de oorzaak van allerlei ziektes in “energetische pathologie”; het eerste teken van een afwijking in het lichaam bestaat uit een elektrische lading, die uiteindelijk tot structurele veranderingen zal leiden. Het Vega-toestel is volgens de volgelingen in staat deze “bio-energetische” verschijnselen vast te stellen door het meten van de verandering in de elektrische weerstand van de huid via “acupunctuurmeridianen” gecombineerd met het gebruik van homeopathische preparaten.
De vegatest gebruikt weerstandsmetingen en filterampullen, waarin homeopathische preparaten zitten. Eerst wordt de geleiding van een acupunctuurpunt gemeten zonder ampul, en dit wordt vergeleken met de geleiding met de ampul in de meetkring. Hiermee wordt de gezondheid van organen gemeten, of vastgesteld of er een gebrek is aan vitaminen en mineralen, of dat er sprake is van allergieën, schimmels en parasieten, tandproblemen, schade door pesticiden, psychologische stress, vergiftiging door zware metalen of voedselintolerantie.
De plaats van het probleem kan bepaald worden met andere extracten in de ampullen, ditmaal van de organen waar het probleem zich voordoet.
De apparaten kunnen ook voorzien zijn van de mogelijkheid om een therapeutische magnetische kaart te maken die bedoeld is om de patiënt te genezen.

##### Kritiek op de VEGAtest
Helmut Schimmel heeft geschreven dat de basis van de werking van de VEGA testmethode nog niet bekend was. Er zijn nooit studies gepubliceerd in betrouwbare tijdschriften waaruit de waarde van deze methodiek blijkt. Sinds 2000 zijn er in toonaangevende tijdschriften wel artikelen gepubliceerd waaruit duidelijk blijkt dat deze methode niet tot betrouwbare resultaten leidt.
Een van de fabrikanten (Grieshaber) schrijft in zijn brochure de oorzaak van fouten bij het gebruik van de methode toe aan: “ De slechte gezondheidstoestand van de onderzoeker of een te sterke activiteit van zijn linker hersenhelft. De ervaring heeft geleerd dat het voor de Vegatest nodig is de activiteit van de rechterhersenhelft te benadrukken in de zin van inspiratie en intuïtie”. Met andere woorden: rationeel denken tijdens de diagnose wordt afgeraden.

### E-meter

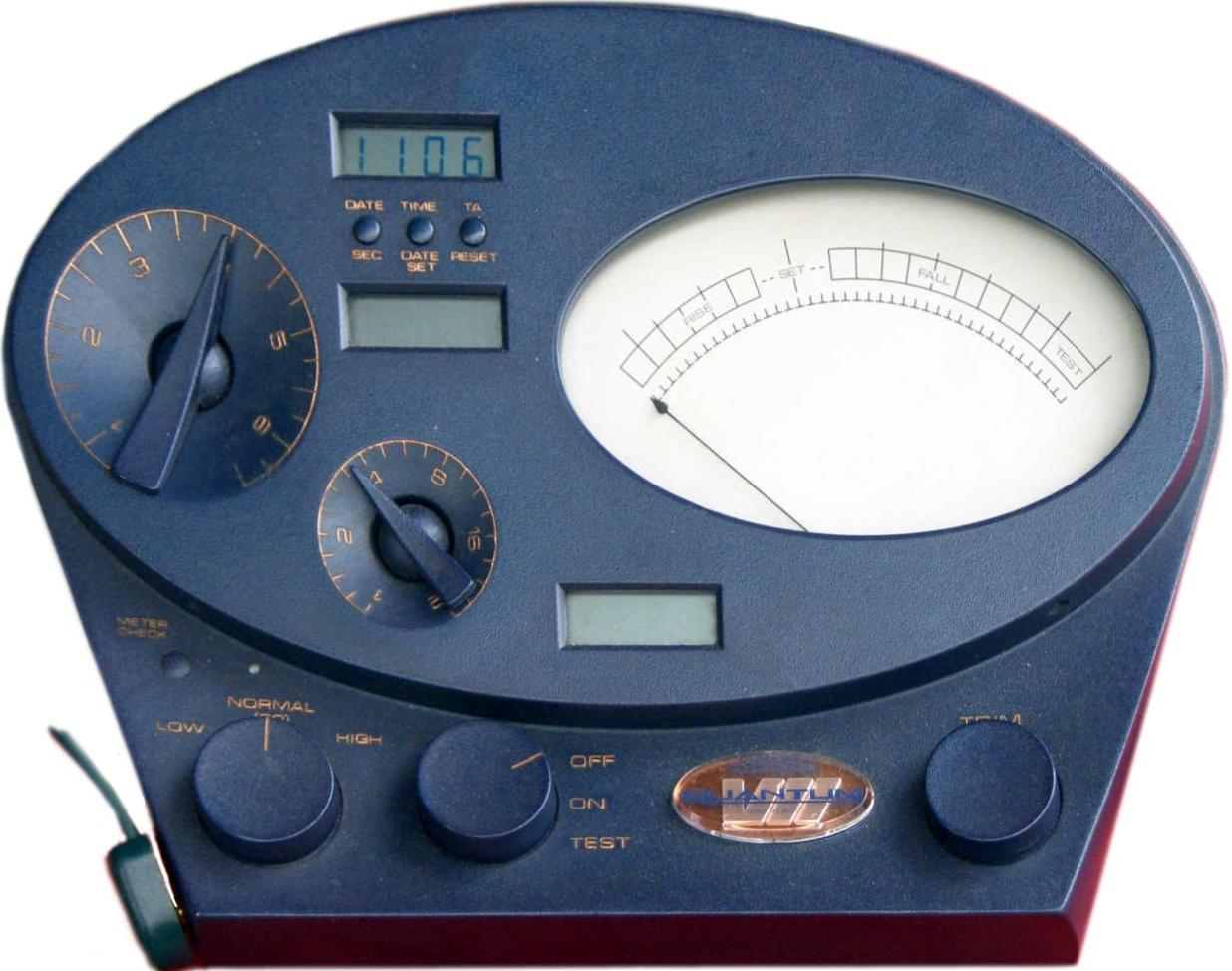
Mark Super VII Quantum E-meter

De Scientology-beweging gebruikt de E-meter (elektroencephaloneuromentimograaf), die afwijkt van andere bioresonantieapparatuur omdat het alleen de meting doet en geen behandeling geeft. Chiropractor Volney Mathison ontwikkelde de Mathison Elektropsychometer die in de vroege jaren vijftig van de twintigste eeuw door Scientology-oprichter L. Ron Hubbard opgenomen werd in het Dianetica en Scientology programma. Na een geschil met Mathison werd deze meter in 1954 verworpen, en in 1958 vervangen door een zelf ontwikkelde kleinere versie, de Hubbard Elektrometer. Uit de handleiding blijkt dat Scientology let op het gedrag van de wijzer na het stellen van een vraag, deze kan onder andere blijven steken, kort of lang vallen, of vibraties vertonen ('theta bop') waaruit blijkt dat een z.g. thetan entiteit het lichaam herhaaldelijk in- en uittreedt. De vallende wijzer doet denken aan de Zeigerabfall van de Elektroacupunctuur volgens Voll.
De E-meter wordt nu gemaakt door de Golden Era Productions fabriek van de Scientologykerk zelf en meet de weerstand in de huid met een aangepaste brug van Wheatstone - dus geen vibraties. In de termen van de kerk worden bij een 'auditeren' de elektrische karakteristieken gemeten van het 'statische veld' rond het lichaam, zodat vastgesteld kan worden of deze persoon vrij is van spirituele schade door ervaringen in het verleden. Ook kan de E-meter volgens leden van deze beweging tot op de seconde aangeven wanneer iets miljarden jaren geleden gebeurde met een geïnterviewde.

##### Kritiek op de E-meter
Critici van Scientology wijzen erop dat de E-meter ontworpen lijkt te zijn om manipulatie van de meter door de afnemer van de test mogelijk te maken. De E-meter mag alleen gebruikt worden door bevoegde personen uit de Scientology-beweging. Een onderzoek door een enquête-commissie van de Duitse Bondsdag stelt dat het apparaat geen wetenschappelijke waarde heeft. Ook een rechter in de VS wijst er op dat de E-meter geen nut heeft bij diagnose of behandeling.

### MORA-therapie
In 1977 ontwikkelden de Duitse arts en elektroacupuncturist Franz Morell en zijn schoonzoon de Duitse ingenieur Erich Rasche de MORA-therapie (MOrell-RAsche), ook wel bioresonantie-therapie of bio-fysieke informatie-therapie genoemd. Zij beoogden de meting van de huidweerstand te verbeteren. Morell werd mogelijk door de E-meter geïnspireerd toen hij bij de Scientology-beweging zat.
De bioresonantie-therapeut volgens MORA meet trillingen volgens de Vollse elektroacupunctuur, ervan uitgaand dat een ziek orgaan een afwijkende elektrische weerstand heeft bij het bijbehorende acupunctuurpunt. Als een glazen capsule met een bepaalde stof in een stroomkring wordt opgenomen kan een resonerende trilling worden opgewekt die de zwakke plek kan stimuleren.
De diagnose wordt ook bij de MORA-therapie gesteld met elektroacupunctuur. Een ziek orgaan zou bij het bijbehorende acupunctuurpunt een afwijkende elektrische weerstand hebben.
Als de ziekte van Pfeiffer, een virusziekte, al door het afweersysteem is overwonnen kan volgens MORA de code -de elektromagnetische trilling- nog actief zijn en verstoringen in het lichaam veroorzaken. Door het gespiegelde signaal van het Pfeiffer virus terug aan het lichaam te geven zouden de pathologische frequenties worden uitgedoofd en de genezing voltooid worden.
De `lichaamseigen trillingen' van patiënten worden via elektroden opgenomen en weer aan hen teruggegeven.

##### Kritiek op de MORA-therapie
De MORA-apparatuur zou volgens skeptici voornamelijk elektromagnetische ruis uit de omgeving meten en eventuele elektrische signalen uit het lichaam niet kunnen meten.

### BICOM
Hans Brügemann ontwikkelde BICOM (BIO-logical COM-puter), ook bekend als 'bio-energetische therapie', waarbij trillingen aan de patiënt worden toegediend waarna de patiënt andere trillingen zou uitzenden. De bedoeling is om verstoorde trillingspatronen op te sporen.
Uitvindingen uit de biofysica en kwantumfysica zouden voor BICOM gebruikt worden. Soms wordt ook gebruikgemaakt van laser-acupunctuur.
Hans Brügemann kan zijn inspiratie bij de Scientology-beweging hebben gevonden.
BICOM-therapeuten gaan ervan uit dat cellen in het lichaam onderling communiceren met biofotonen. Bepaalde stoffen zouden deze communicatie verstoren. Met de BICOM apparatuur dienen zij een bepaalde trilling aan de patiënt toe, en meten vervolgens welke trillingen de patiënt in reactie daarop uitzendt. Zo kunnen volgens deze methode verstoorde trillingspatronen worden opgespoord.
Van BICOM wordt beweerd voor bijna iedere aandoening inzetbaar te zijn maar met name bij chronische allergieën, die de oorzaak van veel ziekten zou zijn. BICOM kan ook bij dieren worden toegepast.

##### Kritiek op de BICOM therapie
Het BICOM-apparaat bevat volgens deskundigen slechts een weerstandsmeter en wat elektronica voor de randapparatuur, en geen elektronica om signalen te analyseren.
Er is geen bewijs voor het bestaan van trillingen of biofotonen die zorgen voor communicatie tussen cellen of organen. Wel is bekend dat cellen, weefsels en organen met elkaar communiceren door onder andere receptoren, hormonen, cytokines en neurotransmitters. Daarnaast spelen membraan-potentiaalverschillen een rol, zoals bij (hart)spiercellen en zenuwcellen. Verder ontbreekt bewijs dat deze vermeende trillingen invloed zouden hebben op, of beïnvloed worden door, de gezondheidstoestand van een organisme.

### Zappers

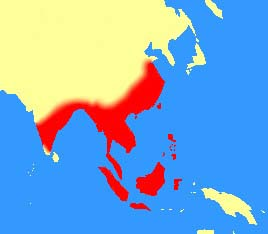
Geografische verspreiding van de Fasciolopsis buski (Zuidoost-Azië), een parasitaire zuigworm. Volgens het boek "The Cure For All Cancers" van Hulda Clark, die de zapper tegen kanker ontwikkelde, is deze worm de oorzaak achter alle vormen van kanker. De verspreiding van kanker heeft echter geen relatie met de verspreiding van deze parasiet.

Een andere in Nederland vrij bekende vorm van bioresonantie is de zogenaamde 'zapper', een op batterijen werkende elektrische stimulator die verschillende frequenties wisselstroom op kan wekken. Dr. Hulda Clark ontwikkelde bijvoorbeeld een zapper die tegen kanker zou helpen, onder andere door het doden van parasitaire wormen die volgens haar achter kanker zitten.
Er zijn programmeerbare 'zappers' op de markt, waarbij gebruikers de gewenste programmering apart kunnen kopen.
In Nederland worden 'zappers' gepromoot tegen de ziekte van Lyme.

##### Kritiek op zappers
Er zijn geen studies bekend die de werkzaamheid van dergelijke 'zappers' bevestigen - wel is een geval bekend waarbij een hartpatiënte met een pacemaker last kreeg van een hartritmestoornis door zo'n apparaat. Toen de Dr. Clark Association advertenties plaatste voor de 'Superzapper Deluxe', waarmee deze beweerde aids en kanker te kunnen genezen, werden ze in 2003 teruggefloten door de Federal Trade Commission.
Joseph Pizzorno, die Clarks boeken bestudeerde, merkte op dat Clark in haar resultaten geen onderscheid maakt tussen de patiënten waarbij op conventionele manier kanker is vastgesteld, en die waarbij dat alleen met haar eigen "Syncrometer" is bepaald. De eerste groep met 'echte' patiënten werd niet beter door haar behandeling, terwijl haar zelf-gediagnosticeerde groep wel 'genas'. Pizzorno concludeerde dat de behandeling van Clark niet effectief is en dat haar aanbevelingen een serieus gevaar zijn voor de volksgezondheid.
De Syncrometer en de Zapper zijn in de VS en Zwitserland niet toegelaten als medisch apparaat, maar zijn in de Europese Unie wel toegelaten als klasse IIa medisch apparatuur (dit geeft alleen aan wat het risico is van het gebruik, los van foute diagnoses en het niet volgen van adequate medische zorg).
De Zwitserse studiegroep voor Complementaire en Alternatieve methoden bij Kanker (SCAC) heeft een ernstige waarschuwing doen uitgaan voor kankerpatiënten die Clarks methoden overwegen.
Clark overleed zelf in 2009 op 80-jarige leeftijd aan multipel myeloom, een vorm van kanker.

### SCIO
SCIO staat voor Scientific Consciousness Interface Operatingsystem. Dit biofeedback instrument zou de respons van het 'onbewuste' lichaam meten met een hoofdband en elektroden op armen en voeten, waarbij een frequentie van 220 kHz wordt uitgestuurd voor het opsporen van stress in het lichaam en deze harmoniseren. Onder stress vallen pathogenen, toxines, psychische belastingen, tekorten en onbalansen.
De na een scan van 3,5 minuut gevonden informatie wordt op de computer getoond in getallen en grafieken.
De SCIO, zo zegt men, is onder meer gebaseerd op principes van de kwantumbiologie en de kwantumfysica.
SCIO zegt functies van diverse andere systemen (BICOM, MORA, Zappers, Rife, elektroacupunctuur, etc) te bevatten en te integreren.
De SCIO bevat diverse programma's waaronder neurolinguïstisch programmeren en bach-bloesemtherapie, en kan als extra's water "vitaliseren", en "homeopathische middelen vervaardigen en dupliceren".

##### Kritiek op SCIO
De beweringen over de werking van de SCIO methode staan, net als de andere vormen van bioresonantie, op zichzelf en worden niet erkend door natuurkundig, biologisch of medisch onderzoek.

### Meer varianten
Voor bioresonantietherapie en daaraan verwante therapieën wordt ook apparatuur geleverd onder de merknamen Accupath 1000, Asyra, Biotron, Computron, Dermatron, DiagnoMètre, Eclosion, Elast, Indigo, Inergetix, Interro, Interactive Query System (IQS), Kindling, L.I.F.E., LISTEN System, MARS (bioresonantieapparaat), Matrix Physiofeedback System, de Meritest, Meta-scan, het MRT-apparaat voor Matrix Regeneratie Therapie, Oberon (bioresonantieapparaat), Omega AcuBase, OmegaVision, Orion System, Prognos, Prophyle, Punctos III, Quintsysteem, TimeWaver, VANTAGE en Vitel 618.
De methoden heten ook wel de Indumedtherapie, de Segment Elektrografie volgens Helmut Schimmel, Quantec methode, de Methode Vindent, de Elektro Huid Test, de Elektro Focaal Test volgens Türk, de Decoder Dermografie volgens Jahnke en Bergmann, Elektro Neuraal Diagnostiek volgens Croon, Ryodoraku oftewel Elektroacupunctuur volgens Nakatani, Microkanker Detectie volgens Kobayashi en Elektro Fysiologische Diagnostiek door een mesoloog.

## Effectiviteit

### Theorie
De aannames waar bioresonantie van uitgaat zijn niet bewezen, en veel van de beweringen over de werking zijn vanuit de natuurkunde en biologie ongefundeerd. De gangbare wetenschap is het er wel mee eens dat elk levend wezen met een zenuwstelsel zeer lage elektrische stromen opwekt om signalen te versturen over de zenuwen. Daarbij ontstaan zwakke elektromagnetische velden, die meetbaar zijn. Zo wordt informatie verkregen over het hart middels een ECG en over de hersenen met een EEG. Een verband tussen ziekten en frequenties, of tussen de werking van organen en frequenties is echter nooit vastgesteld. Hiervoor zijn ook geen fysiologische of biologische redenen aan te voeren.

### Diagnose
De bruikbaarheid bij diagnose is niet wetenschappelijk vastgesteld. Soms zijn in kleine studies positieve resultaten gevonden die bij grotere methodologisch verantwoorde studies niet gedupliceerd kunnen worden.
Patiënten krijgen schrikbarende diagnoses zoals precancereuze toestand, elektrostress, onvermoede allergieën. Ook wordt cliënten verteld dat ze ziektehaarden hebben in littekens, in de blindedarm, de voorhoofdsholte, amandelen, prostaat, eierstokken, maar vaak ook in de tanden en kiezen die met amalgaam gevuld zijn, wat volgens hen zou leiden tot hartinfarcten of borstkanker. De basis van deze diagnose is zwak tot afwezig.
Artsen en natuurdiëtisten worden regelmatig geconfronteerd met mensen bij wie middels bioresonantie een voedselintolerantie is vastgesteld die niet altijd correct blijkt. Toch blijven cliënten vaak vasthouden aan de ‘gemeten’ waarden. Zij waarschuwen: "In handen van een consciëntieuze arts kan EAV of een ander apparaat gebruikt worden ter ondersteuning van het voorschrijven van homeopathische middelen. Dat is het enige aanvaardbare gebruik. Het verontrust ons dat zo veel leken momenteel beïnvloed worden door de bioresonantie-industrie en we waarschuwen er dan ook voor om niet klakkeloos alles te geloven wat op het internet over bioresonantie geschreven wordt."

### Therapeutisch nut bij allergie niet bewezen
Bij een aantal onderzoeken werd bij de patiënten met bioresonantie geen beter resultaat gevonden dan bij patiënten die niet echt behandeld werden.
Een dubbelblind gerandomiseerd onderzoek met controlegroep, gepubliceerd in het British Medical Journal in 2001, heeft aangetoond dat met bioresonantie geen juiste diagnose gesteld kan worden bij allergie voor inhalatie-allergenen. Over het nut van bioresonantie in het diagnosticeren van andere aandoeningen zijn geen gegevens bekend. Aangezien een bewijs ontbreekt voor het bestaan van de genoemde cel- en orgaanspecifieke trillingen is de werkzaamheid zeer onwaarschijnlijk, temeer daar de gebruikte meetapparatuur hoogstwaarschijnlijk onwerkzaam is in het detecteren en analyseren van trillingen of elektrische signalen die van het lichaam afkomstig zijn (zie verder).
Een onderzoek door de Australische wetenschappelijk en therapeutisch commissie voor allergie uit 1991 concludeert over de Vega-test dat de diagnose geen wetenschappelijke basis heeft. De test zou bruikbaar zijn voor vele problemen, van allergie tot kanker. Op zijn best is het een hulpmiddel om patiënten te helpen over onduidelijke symptomen heen te komen, maar op zijn ergst leidt het tot verkeerde of vertraagde behandeling. Voorstanders mystificeren de test door wetenschappelijk klinkend jargon en niet gefundeerde uitingen over de effectiviteit.
Twee Oostenrijkse onderzoeken uit 1993 en 1996 gingen na of met een MORA-apparaat allergieën betrouwbaar waren vast te stellen; van 1997 dateert een Zwitsers onderzoek waarbij de helft van 32 kinderen met neurodermitis behalve standaardtherapie volkomen geblindeerd `biofysische informatietherapie' ontvingen met behulp van een BICOM-apparaat. Er was geen enkel onderscheid tussen de groepen die werkelijk behandeld werden en de controle groep die alleen maar dacht dat ze behandeld werd.

### Rol van de therapeut
- Pseudo-wetenschappelijke ambiance

Volgens Ian Rowland is het scheppen van de juiste ambiance bij het behandelen van mensen heel belangrijk. De therapeut doet dit door deskundig over te komen, door wetenschappelijk taalgebruik.
- Pseudowetenschappelijk taalgebruik

Professor Ernst, hoogleraar complementaire behandelvormen te Exeter (UK) stelt: "Een duidelijk taalgebruik is een essentiële voorwaarde voor effectieve communicatie. Gebruikmakend van het voorbeeld resonantietherapie maakt dit artikel duidelijk hoe pseudowetenschappelijk taalgebruik ertoe kan leiden dat belangrijke kwesties verdoezeld worden. Men kan dit zien als een opzettelijke poging om onzin te presenteren als wetenschap. Omdat dit patiënten misleidt en zodoende hun gezondheid in gevaar kan brengen moeten er manieren gevonden worden om dit probleem te minimaliseren".
- Diagnose en genezing door dezelfde persoon

Een deel van het probleem waardoor patiënt en therapeut denken dat deze therapie werkelijk helpt is dat het gezondheidsprobleem vaak door de therapeut zelf wordt vastgesteld. Zo komt het voor dat een patiënt van de therapeut te horen te krijgt dat ze een vitamine B12 tekort heeft, en vervolgens hiervoor behandeld wordt door deze therapeut, waarna dezelfde therapeut na enige tijd genezing vaststelt. Al die tijd is het vitamine B12 tekort niet op een gangbare manier vastgesteld. Ook als het op gangbare wijze niet gevonden wordt hebben de therapeuten een verklaring binnen hun theorie, namelijk dat ook als een laboratorium niets vindt, er toch wat aan de hand kan zijn.
Zo komt het dus voor dat patiënten te horen krijgen een ziekte of gebrek te hebben (gehad) zonder dat dit wetenschappelijk werd vastgesteld.
Dit probleem wordt mede onderstreept door het feit dat de therapeuten ook ziektebeelden noemen die in strijd zijn met de kennis over de menselijke fysiologie, zoals allergie voor suiker. Suiker is een niet-allergene stof, waarvoor helemaal geen allergie ontwikkeld kan worden. Of dit onkunde of bedrog is is niet altijd duidelijk.
- Medische kennis

De stichting IOCOB heeft onderzoek gedaan naar de relatie tussen de producenten van bioresonantie-apparatuur en behandelaars. Het bleek dat de bioresonantieproducenten op grote schaal niet-medisch-geschoolde behandelaars opleiden om met de dure apparatuur patiënten te behandelen, waaronder zelfs kankerpatiënten. Er bleek een ondoorzichtige relatie te bestaan tussen de producenten van de apparatuur, enkele verenigingen van artsen, zoals de Artsenvereniging voor Biofysische geneeskunde en Bio-informatietherapie en de niet medisch geschoolde behandelaars. Volgens de IOCOB ondersteunt deze artsenvereniging ook de behandeling van kanker met behulp van bioresonantie-methoden. Voor de werkzaamheid van bioresonantie voor de behandeling van kanker zijn echter nooit bewijzen geleverd. Het IOCOB stelt dat de behandeling van een ernstige, soms dodelijke ziekte als kanker niet dient plaats te vinden met niet-onderzochte methoden, en al helemaal niet door niet medisch geschoolde personen.
- Valse succesverhalen

Er zijn ook bewezen zaken waarbij therapeuten valse claims maakten over hun succes bij het genezen van kanker, die patiënten zelfs reguliere chemotherapie en bestraling afraadde.
De BBC kreeg kritiek toen die verslag deed van de bewering van een kliniek dat die 70% van de rokers van het roken af kon helpen, een beter resultaat dan in welke conventionele therapie dan ook.
- Inspringen op gaten in de gangbare geneeskunde

Veel patiënten die in de gangbare geneeskunde vastlopen vinden de weg naar het alternatieve circuit. Er zijn ziekten waarvoor de gangbare geneeskunde nog geen goede tests heeft, of niet in alle gevallen de ziekte kan genezen. Bij de door teken overgebrachte ziekte van Lyme is bijvoorbeeld moeilijk vast te stellen of men op een bepaald moment nog besmet is met de Borreliose bacterie, omdat de tests gebaseerd zijn op het opsporen van antilichamen tegen de bacterie. De antilichamen blijven ook na het verdwijnen van de bacterie in het bloed. De VEGA-test pretendeert dit wel te kunnen, en de bacterie te kunnen bestrijden met bioresonantie. Hiervoor zou de bacterie gevoelig moeten zijn voor een specifieke frequentie, en zou de apparatuur die frequentie bij de bacterie moeten kunnen brengen. Dit lijkt niet waarschijnlijk.

### Rol van de cliënt
In de geneeskunde is het placebo-effect bekend: dit is het verschijnsel dat mensen alleen al doordat ze denken dat ze behandeld worden verbetering krijgen van hun toestand. Hierdoor zullen er bij elke vorm van behandeling individuen te vinden zijn die baat zeggen te hebben bij de therapie. Om het placebo-effect uit te sluiten wordt dubbelblind onderzoek uitgevoerd waarbij zowel de behandelaar als de patiënten niet weten bij welke patiënt de echte therapie wordt toegepast en bij welke niet.
Dergelijk onderzoek over bioresonantie is niet bekend.

## Vergoeding
Veel Nederlandse verzekeringsmaatschappijen vergoeden een therapiemet bioresonantie alleen als de therapeut een paramedische achtergrond heeft, zoals een paramedische hbo-opleiding met een aanvullende acupunctuuropleiding. Hierbij wordt als eis gesteld dat de therapeut bij een erkende vakvereniging is aangesloten die het vereiste opleidings- en bijscholingsniveau bewaakt waarbij de therapeut geregistreerd is als een "natuurgeneeskundige".